# Большая Кыркыла (посёлок)
Большая Кыркыла — посёлок в составе Пролетарского сельсовета Алтайского района Алтайского края (Россия).

## География
Посёлок расположен на высоте 588 метров над уровнем моря, на склоне Семинского хребта. Через посёлок протекает река Сараса, в которую впадает Большая Кыркыла. Посёлок окружён со всех сторон горами, высота которых достигает 800—900 метров. По направлению на северо-запад от посёлка начинается урочище Маралье, на юго-востоке расположено урочище Усть-Кыркыла.
Улицы
В селе одна улица — Берёзовая.
Расстояние до
- районного центра Алтайское (Алтайский район) 21 км.
- областного центра Барнаул 209 км.

Ближайшие населённые пункты
Пролетарка 4 км, Басаргино 5 км, Комар 5 км, Черемшанка 5 км, Сараса 12 км, Белое 14 км, Булухта 18 км.
Климат
Климат в посёлке соответствует климатической зоне Алтайского района, расположенного в предгорьях Алтая: резко континентальный, с холодной снежной зимой и коротким летом, часто сопровождающимся жаркими днями в июле.

## История
Возникновением посёлка принято считать 1893 год, именно эта дата стоит в графе «Основание населённого пункта» в «Списке населённых мест Сибирского края» за 1926 год. При поземельном устройстве Алтайского округа наделы для посёлка были выделены в 1903 году. В «Списке населённых мест Томской губернии на 1911 год», посёлок Большая Кыркыла числится наряду с Малой Кыркылой, в нём насчитывалось 114 жителей. Позже Малая Кыркыла исчезла.

## Население
| 1926 | 1997 | 1998 | 1999 | 2000 | 2001 | 2002 |
| ---- | ---- | ---- | ---- | ---- | ---- | ---- |
| 100  | ↘26  | ↗27  | ↘25  | →25  | →25  | ↘21  |
| 2003 | 2004 | 2005 | 2006 | 2007 | 2008 | 2009 |
| ↘15  | ↗21  | ↗24  | ↘23  | ↘22  | ↘19  | →19  |
| 2010 | 2011 | 2012 | 2013 |      |      |      |
| ↘13  | ↗15  | →15  | ↗16  |      |      |      |

## Инфраструктура
Большая Кыркыла входит в состав труднодоступных местностей. Школа и почтовое отделение находятся в селе Смоленское.

## Транспорт
Автомобильная дорога Бийск-Алтайское-Черга проходит от районного центра Алтайского, через села Сараса и Пролетарка. Есть проезд от автотрассы до посёлка Большая Кыркыла.

## Туризм
Рядом с посёлком находится памятник природы, включающий в себя две пещеры. Большая Кыркылинская пещера находится в 1,5 км от села, на левом берегу реки Сараса, в 0,5 км на юго-запад от устья ручья Черепановского, в привершинной части безымянной горы. Малая Кыркылинкая расположена в 50 м к востоку-северо-востоку от Большой Кыркылинской пещеры. Площадь памятника природы «Пещеры Кырлыкинские» краевого значения, расположенного в левобережной части долины реки Сараса, более 2 гектаров. Первое упоминание о пещерах можно встретить в статье А. М. Маринина, опубликованной в 1966 году. Памятник природы доступен для туристов, к пещерам ведёт пешеходная тропа.